# 파주 영국군 설마리전투비
파주 영국군 설마리전투비(坡州 英國軍 雪馬里戰鬪碑; 영어: Gloucester Hill Battle Monument)은 대한민국 경기도 파주시 적성면에 있는, 한국전쟁 당시 설마리전투에서 전사한 영국군들의 넋을 기리고자 건립된 기념비이다. 2008년 10월 1일 대한민국의 국가등록문화재 제407호로 지정되었다.

## 개요
이 비는 한국전쟁 당시 설마리전투에서 고지가 적군에게 완전히 포위된 상황에서도 끝까지 혈전을 벌이다가 전사한 영국군들의 넋을 기리고자 건립하였다. 주변의 돌들을 채석하여 쌓아올리고, 상하 각각 2개씩 모두 4개의 비(碑)를 부착하여 만들었다. 위쪽에 있는 비 2개 가운데 왼쪽에는 유엔기를 새기고, 오른쪽에는 희생된 영국군의 부대 표지를 새겼으며, 아래쪽의 왼쪽 비에는 한글로, 오른쪽 비에는 영문으로 당시 전투 상황을 기록하였다. 유엔군의 참전 상황을 실증적으로 보여 주는 중요한 문화유산이다.

## 현지 안내문
이 비는 한국전쟁 당시 설마리전투에서 고지가 적군에게 완전히 포위된 상황에서도 끝까지 혈전을 벌이다. 전사한 영국군들의 넋을 기리고자 건립하였다. 주변의 돌들을 채석하여 쌓아올리고, 상하 각각 2개씩 모두 4개의 비를 부착하여 만들었다. 위쪽에 있는 비 2개 가운데 왼쪽에는 유엔기를 새기고 오른쪽에는 희생된 영국군 부대 표지를 새겼으며, 아래쪽의 왼쪽 비에는 한글로, 오른쪽 비에는 영문으로 당시 전투 상황을 기록하였다. 유엔군의 참전 상황을 실증적으로 보여 주는 중요한 문화유산이다.

이 기념비는 한국 정부의 자혜스러운 도움으로 건립되었다. 글로스타샤 연대 제1대대는 이 기념비가 또한 그들에 못지않게 사랑하고 그들과 또 다른 영국 연방군에 종군중 산화한 용맹스러운 한국인을 추모하리라 간절히 비는 바이다.

## 같이 보기
- 설마리 전투
- 런던 한국전 참전기념비

## 참고 자료
- 파주 영국군 설마리전투비 - 국가유산청 국가유산포털
- 영국군전적비[깨진 링크(과거 내용 찾기)] - 경기관광포털